# Sanctahelenia sanctaehelenae
Sanctahelenia sanctaehelenae är en insektsart som beskrevs av White 1878. Sanctahelenia sanctaehelenae ingår i släktet Sanctahelenia och familjen dvärgstritar. Inga underarter finns listade i Catalogue of Life.